# Encya nigra
Encya nigra är en skalbaggsart som beskrevs av Künckel D'herculais 1887. Encya nigra ingår i släktet Encya och familjen Melolonthidae. Inga underarter finns listade i Catalogue of Life.